# 周保志
周保志（1945年3月—），江苏江都人，中华人民共和国政治人物、水利工程师。

## 生平
1962年9月至1967年7月在华东水利学院学习；1972年9月后任水电部第七工程局技术员、副科长；1974年12月，加入中国共产党。1978年12月，任水电部基建司工程师；1979年4月，任电力部办公厅部长秘书；1982年3月，后历任中组部青年干部局干部、办公厅秘书、经济干部局综合处副处长、中央机关干部局办公室主任、经济科教干部局三处处长；1989年4月，任水利部办公厅副主任；1993年12月，任水利部直属机关党委常务副书记。1997年2月，历任水利部人教司司长、直属机关党委常务副书记、人才资源开发中心主任。2001年5月，任水利部长江水利委员会党组书记、副主任；2004年7月任水利部党组成员。